# Axel Janse
Pour les articles homonymes, voir Janse.
Axel Johan Janse est un gymnaste artistique suédois né le 18 mars 1888 à Ärla et mort le 18 août 1973 à Malmö.

## Biographie
Axel Janse fait partie de l'équipe de Suède qui remporte la médaille d'or en système suédois par équipes aux Jeux olympiques d'été de 1912 se tenant à Stockholm.